# Fərhad Vəliyev
Fərhad Vəliyev (ur. 1 listopada 1980) – azerski piłkarz występujący na pozycji bramkarza w klubie Qarabağ Ağdam, do którego trafił w 2007 roku. W reprezentacji Azerbejdżanu zadebiutował w 2006 roku. Do tej pory rozegrał w niej 32 meczów (stan na 12.07.2013).